# Mayo Mbana
Mayo Mbana est un village de la commune de Banyo situé dans la région de l'Adamaoua et le département du Mayo-Banyo au Cameroun.

## Population
En 1967, Mayo Mbana comptait 92 habitants, principalement Foulbe.
Lors du recensement de 2005, 419 personnes y ont été dénombrées.